# Český Dub - základní umělecká škola
Český Dub - základní umělecká škola este o arie protejată (arie specială de conservare — SAC, sit de importanță comunitară — SCI) din Republica Cehă întinsă pe o suprafață de 0,05 ha, integral pe uscat.

## Localizare
Centrul sitului Český Dub - základní umělecká škola este situat la coordonatele 50°39′37″N 14°59′41″E / 50.660278°N 14.994722°E.

## Înființare
Situl Český Dub - základní umělecká škola a fost declarat sit de importanță comunitară în aprilie 2005 pentru a proteja 1 specie de animale. Situl a fost protejat și ca arie specială de conservare în ianuarie 2016.

## Biodiversitate
Situată în ecoregiunea continentală, aria protejată nu include niciun habitat protejat.
La baza desemnării sitului se află o specie protejată de  mamifere: liliac comun (Myotis myotis).